# Mława
Mława (udtale: [ˈmwava]; Yiddish: מלאווע Mlave) er en by og en kommune (Gmina) der ligger i det østlige, centrale Polen, i voivodskabet Masovien (Województwo mazowieckie) og har 30.919(2021) indbyggere og et areal på 	34,8 km². Den er administrationsby i powiatet (amt) Mława.

## Historie
Den første omtale af Mława kommer fra den 2. juli 1426, hvor tre prinser af Masovien - Siemowit 5. Trojden 2. og Władysław 1. kom her til et møde i en lokal domstol. Det vides ikke, om Mława allerede havde været et bycentrum, da der ikke er nogen kilder, der kan bevise det. Tre år senere blev Mława regnet som en by.
Det var en kongeby, beliggende i Płock Voivodeskab i Provinsen Storpolen Kongeriget Polens krone. I 1521 under den Polsk-Teutoniske Krig, blev byen erobret og plyndret af de Teutoniske Riddere. I 1659 blev byen brændt af de svenske tropper, og i 1795, efter Polens tredje deling, blev Mława en del af Kongeriget Preussen.